# Barbus quadrilineatus
Barbus quadrilineatus е вид лъчеперка от семейство Шаранови (Cyprinidae). Видът е застрашен от изчезване.

## Разпространение
Разпространен е в Бурунди и Танзания.